# Wereldkampioenschappen baanwielrennen 2008
De wereldkampioenschappen baanwielrennen 2008 werden van 26 tot en met 30 maart georganiseerd in de Britse stad Manchester.
In totaal zijn 300 wielrenners, waarvan 207 mannen en 93 vrouwen, ingeschreven om deel te nemen aan de wereldkampioenschappen. De atleten komen uit 37 landen en zullen in 18 disciplines strijden om de medailles.
Belgische deelnemers: Dominique Cornu, Kenny De Ketele, Iljo Keisse, Tim Mertens, Evelyn Arys, Jessie Daams en Jolien D'Hoore.
Nederlandse deelnemers: Theo Bos, Levi Heimans, Jenning Huizenga, Jens Mouris, Teun Mulder, Peter Schep, Robert Slippens, Wim Stroetinga, Tim Veldt, Marlijn Binnendijk, Yvonne Hijgenaar, Willy Kanis, Ellen van Dijk en Marianne Vos

## Programma
| Datum              | Disciplines |
| ------------------ | --- |
| Woensdag 26 maart  | Individuele achtervolging mannen Scratch mannen Teamsprint mannen 500 meter tijdrit vrouwen                                     |
| Donderdag 27 maart | Ploegenachtervolging mannen Individuele achtervolging vrouwen Teamsprint vrouwen Sprint mannen (1ste ronde, kwartfinales)       |
| Vrijdag 28 maart   | Puntenkoers mannen Sprint mannen (halve finales, finale) Ploegenachtervolging vrouwen Sprint vrouwen (1ste ronde, kwartfinales) |
| Zaterdag 29 maart  | Koppelkoers (madison) mannen Keirin mannen Puntenkoers vrouwen Sprint vrouwen (halve finales, finale)                           |
| Zondag 30 maart    | Omnium mannen 1 kilometer tijdrit mannen Scratch vrouwen Keirin vrouwen                                                         |

## Resultaten

### Sprint
| #      | Naam              | Land | Tijd                  |
| ------ | ----------------- | ---- | --------------------- |
| Goud   | Chris Hoy         | GBR  | 10,432 (1) 10,497 (2) |
| Zilver | Kévin Sireau      | FRA  |                       |
| Brons  | Mickaël Bourgain  | FRA  | 10,545 (1) 10,636 (2) |
| 4      | Roberto Chiappa   | ITA  |                       |
| 5      | Jason Kenny       | GBR  | 10,878                |
| 6      | Grégory Baugé     | FRA  |                       |
| 7      | Andriy Vinokoerov | UKR  |                       |
| 8      | Theo Bos          | NED  |                       |
| ...    |                   |      |                       |
| 20     | Teun Mulder       | NED  |                       |
| 27     | Tim Veldt         | NED  |                       |

| #      | Naam                      | Land | Tijd                  |
| ------ | ------------------------- | ---- | --------------------- |
| Goud   | Victoria Pendleton        | GBR  | 11,747 (1) 11,551 (2) |
| Zilver | Simona Krupeckaitė        | LTU  |                       |
| Brons  | Jennie Reed               | USA  | 12,055 (1) 12,044 (3) |
| 4      | Shuang Guo                | CHN  | 11,498 (2)            |
| 5      | Willy Kanis               | NED  | 12,049                |
| 6      | Clara Sanchez             | FRA  |                       |
| 7      | Lisandra Guerra Rodríguez | CUB  |                       |
| 8      | Yvonne Hijgenaar          | NED  |                       |

### Teamsprint
| #      | Naam                                               | Land | Tijd   |
| ------ | -------------------------------------------------- | ---- | ------ |
| Goud   | Grégory Baugé Kévin Sireau Arnaud Tournant         | FRA  | 43,271 |
| Zilver | Edgar Ross Jamie Staff Chris Hoy                   | GBR  | 43,777 |
| Brons  | Teun Mulder Theo Bos Tim Veldt                     | NED  | 43,718 |
| 4      | René Enders Maximilian Levy Stefan Nimke           | GER  | 44,275 |
| 5      | Daniel Ellis Mark French Ben Kersten               | AUS  | 44,615 |
| 6      | Sergej Borisov Sergej Koetsjerov Sergej Roeban     | RUS  | 44,898 |
| 7      | Yong Feng Wen Hao Li Lei Zhang                     | CHN  | 45,004 |
| 8      | Tsubasa Kitatsuru Kiyofumi Nagai Kazunari Watanabe | JPN  | 45,031 |
| 9      | Jevhen Bolibroekh Joeri Tsjoepik Andriy Vinokoerov | UKR  | 45,061 |
| 10     | Michael Blatchford Adam Duvendeck Giddeon Massie   | USA  | 45,128 |

| #      | Naam                                  | Land | Tijd   |
| ------ | ------------------------------------- | ---- | ------ |
| Goud   | Shanaze Reade Victoria Pendleton      | GBR  | 33,661 |
| Zilver | Jinjie Gong Lulu Zheng                | CHN  | 34,223 |
| Brons  | Dana Glöss Miriam Welte               | GER  | 34,036 |
| 4      | Sandie Clair Virginie Cueff           | FRA  | 34,234 |
| 5      | Svetlana Grankovskaja Oksana Grisjina | RUS  |        |
| 6      | Valentina Alessio Elisa Frisoni       | ITA  |        |
| 7      | Wathinee Luekajorh Juthatip Maneephan | THA  |        |

### Individuele achtervolging
| #      | Naam                 | Land | Tijd     |
| ------ | -------------------- | ---- | -------- |
| Goud   | Bradley Wiggins      | GBR  | 4.18,519 |
| Zilver | Jenning Huizenga     | NED  | 4.23,474 |
| Brons  | Aleksej Markov       | RUS  | 4.21,097 |
| 4      | Hayden Roulston      | NZL  | 4.23,663 |
| 5      | Bradley McGee        | AUS  |          |
| 6      | David O'Loughlin     | IRL  |          |
| 7      | Luke Roberts         | AUS  |          |
| 8      | Taylor Phinney       | USA  |          |
| 9      | Antonio Tauler Llull | ESP  |          |
| 10     | Volodymyr Djoedja    | UKR  |          |
| ...    |                      |      |          |
| 12     | Dominique Cornu      | BEL  |          |
| 14     | Jens Mouris          | NED  |          |

| #      | Naam              | Land | Tijd     |
| ------ | ----------------- | ---- | -------- |
| Goud   | Rebecca Romero    | GBR  | 3.30,501 |
| Zilver | Sarah Hammer      | USA  | 3.37,006 |
| Brons  | Katie Mactier     | AUS  | 3.32,347 |
| 4      | Wendy Houvenaghel | GBR  | 3.34,168 |
| 5      | Ellen van Dijk    | NED  | 3.32,505 |
| 6      | Lesja Kalitovska  | UKR  | 3.33,926 |
| 7      | Alison Shanks     | NZL  | 3.35,212 |
| 8      | Maria Luisa Calle | COL  | 3.35,505 |
| 9      | Karin Thürig      | SUI  | 3.36,229 |
| 10     | Verena Joos       | GER  | 3.36,457 |

### Ploegenachtervolging
| #      | Naam                                                                                       | Land | Tijd        |
| ------ | ------------------------------------------------------------------------------------------ | ---- | ----------- |
| Goud   | Ed Clancy Geraint Thomas Paul Manning Bradley Wiggins                                      | GBR  | 3.56,322 WR |
| Zilver | Michael Faerk Christensen Casper Jørgensen Jens-Erik Madsen Alex Rasmussen                 | DEN  | 3.59,381    |
| Brons  | Graeme Brown Mark Jamieson Bradley McGee Luke Roberts                                      | AUS  | 4.00,089    |
| 4      | Sam Bewley Westley Gough Hayden Roulston Mark Ryan                                         | NZL  | 4.01,993    |
| 5      | Michail Ignatiev Aleksej Markov Alexander Petrovskiy Aleksandr Serov                       | RUS  |             |
| 6      | Damien Gaudin Matthieu Ladagnous Nicolas Rousseau Fabien Sanchez                           | FRA  |             |
| 7      | Sergi Escobar Roure Asier Maeztu Billelabeitia David Mantaner Juaneda Antonio Tauler Llull | ESP  |             |
| 8      | Levi Heimans Jenning Huizenga Jens Mouris Peter Schep                                      | NED  |             |
| 9      | Robert Bartko Daniel Becke Henning Bommel Patrick Gretsch                                  | GER  |             |
| 10     | Ljoebomyr Polatajko Maksym Polisjoek Vitaliy Popkov Vitaliy Sjtsjedov                      | UKR  |             |

| #      | Naam                                                     | Land | Tijd     |
| ------ | -------------------------------------------------------- | ---- | -------- |
| Goud   | Wendy Houvenaghel Rebecca Romero Joanna Rowsell          | GBR  | 3.22,415 |
| Zilver | Svitlana Haljoek Lesja Kalitovska Ljoebov Shoelika       | UKR  | 3.29,744 |
| Brons  | Charlotte Becker Verena Joos Alexandra Sontheimer        | GER  | 3.26,960 |
| 4      | Alena Amjaljoesik Aksana Papko Tatsiana Sjarakova        | BLR  | 3.29,449 |
| 5      | Anastasia Tsjoelkova Jevgenia Romanjoeta Jelena Tsjalikh | RUS  | 3.30,320 |
| 6      | Marlijn Binnendijk Ellen van Dijk Elise Van Hage         | NED  | 3.31,596 |
| 7      | Evelyn Arys Jessie Daams Jolien D'Hoore                  | BEL  |          |

### Tijdrit

#### 1 kilometer
| #      | Naam              | Land | Tijd     |
| ------ | ----------------- | ---- | -------- |
| Goud   | Teun Mulder       | NED  | 1.01,332 |
| Zilver | Michaël D'Almeida | FRA  | 1.01,514 |
| Brons  | François Pervis   | FRA  | 1.01,579 |
| 4      | Matthew Crampton  | GBR  | 1.01,822 |
| 5      | Mohd Rizal Tisin  | MAS  | 1.02,409 |
| 6      | Jevhen Bolibroekh | UKR  | 1.02,432 |
| 7      | Wen Hao Li        | CHN  | 1.02,503 |
| 8      | Scott Sunderland  | AUS  | 1.02,515 |
| 9      | Tim Veldt         | NED  | 1.02,757 |
| 10     | Edward Dawkins    | NZL  | 1.02,893 |

#### 500 meter
| #      | Naam                      | Land | Tijd   |
| ------ | ------------------------- | ---- | ------ |
| Goud   | Lisandra Guerra Rodriguez | CUB  | 34,021 |
| Zilver | Simona Krupeckaite        | LTU  | 34,066 |
| Brons  | Sandie Clair              | FRA  | 34,253 |
| 4      | Willy Kanis               | NED  | 34,254 |
| 5      | Jinjie Gong               | CHN  | 34,449 |
| 6      | Miriam Welte              | GER  | 34,666 |
| 7      | Shanaze Reade             | GBR  | 34,702 |
| 8      | Natalja Tsjillinskaja     | BLR  | 34,725 |
| 9      | Anna Blyth                | GBR  | 34,792 |
| 10     | Yvonne Hijgenaar          | NED  | 34,896 |

### Puntenkoers
| #      | Naam                 | Land | Punten |
| ------ | -------------------- | ---- | ------ |
| Goud   | Vasili Kirijenka     | BLR  | 24     |
| Zilver | Christophe Riblon    | FRA  | 23     |
| Brons  | Peter Schep          | NED  | 19     |
| 4      | Cameron Meyer        | AUS  | 18     |
| 5      | Greg Henderson       | NZL  | 17     |
| 6      | Milan Kadlec         | CZE  | 14     |
| 7      | Juan Arango Carvajal | COL  | 9      |
| 8      | Rafal Ratajczyk      | POL  | 8      |
| 9      | Wong Kam-Po          | HKG  | 5      |
| 10     | Michail Ignatiev     | RUS  | 5      |
| ..     |                      |      |        |
| 13     | Iljo Keisse          | BEL  | 4      |

| #      | Naam                       | Land | Punten |
| ------ | -------------------------- | ---- | ------ |
| Goud   | Marianne Vos               | NED  | 33     |
| Zilver | Trine Schmidt              | DEN  | 25     |
| Brons  | Vera Carrara               | ITA  | 20     |
| 4      | Leire Olaberria Dorronsoro | ESP  | 11     |
| 5      | Yoanka Gonzalez Perez      | COL  | 10     |
| 6      | Svetlana Paulikaite        | LTU  | 8      |
| 7      | Olga Sljoesarjova          | RUS  | 7      |
| 8      | Rebecca Quinn              | USA  | 7      |
| 9      | Pascale Jeuland            | FRA  | 6      |
| 10     | Jarmila Machacova          | CZE  | 6      |

### Keirin
| #      | Naam               | Land | Detail |
| ------ | ------------------ | ---- | ------ |
| Goud   | Chris Hoy          | GBR  |        |
| Zilver | Teun Mulder        | NED  |        |
| Brons  | Christos Volikakis | GRE  |        |
| 4      | Arnaud Tourant     | FRA  |        |
| 5      | Toshiaki Fushimi   | JPN  |        |
| 6      | Matthew Crampton   | GBR  |        |
| ...    |                    |      |        |
| 13     | Theo Bos           | NED  |        |

| #      | Naam               | Land | Detail |
| ------ | ------------------ | ---- | ------ |
| Goud   | Jennie Reed        | USA  |        |
| Zilver | Victoria Pendleton | GBR  |        |
| Brons  | Christin Muche     | GER  |        |
| 4      | Clara Sanchez      | FRA  |        |
| 5      | Anna Blyth         | GBR  |        |
| 6      | Simona Krupeckaite | LTU  |        |
| ...    |                    |      |        |
| 9      | Willy Kanis        | NED  |        |

### Scratch
| #      | Naam                | Land |
| ------ | ------------------- | ---- |
| Goud   | Aliaksandr Lisoeski | BLR  |
| Zilver | Wim Stroetinga      | NED  |
| Brons  | Roger Kluge         | GER  |
| 4      | Rafal Ratajczyk     | POL  |
| 5      | Ángel Dario Colla   | ARG  |
| 6      | Kazuhiro Mori       | JPN  |
| 7      | Andreas Müller      | AUT  |
| 8      | Juan Pablo Forero   | COL  |
| 9      | Hayden Godfrey      | NZL  |
| 10     | Luis Mansilla       | CHI  |
| ...    |                     |      |
| 14     | Tim Mertens         | BEL  |

| #      | Naam                 | Land | Detail |
| ------ | -------------------- | ---- | ------ |
| Goud   | Ellen van Dijk       | NED  |        |
| Zilver | Yumari González      | CUB  |        |
| Brons  | Belinda Goss         | AUS  |        |
| 4      | Annalisa Cucinotta   | ITA  |        |
| 5      | Rebecca Quinn        | USA  |        |
| 6      | Pascale Jeuland      | FRA  |        |
| 7      | Elizabeth Armitstead | GBR  |        |
| 8      | Maria Luisa Calle    | COL  |        |
| 9      | Eike Gebhardt        | GER  |        |
| 10     | Catherine Cheatley   | NZL  |        |

### Omnium
| #      | Naam                | Land | Punten |
| ------ | ------------------- | ---- | ------ |
| Goud   | Hayden Godfrey      | NZL  | 19     |
| Zilver | Leigh Howard        | AUS  | 28     |
| Brons  | Aliaksandr Lisouski | BLR  | 35     |
| 4      | Alois Kaňkovský     | CZE  | 35     |
| 5      | Robert Bartko       | GER  | 37     |
| 6      | Steven Burke        | GBR  | 38     |
| 7      | Bobby Lea           | USA  | 39     |
| 8      | Tim Mertens         | BEL  | 39     |
| 9      | Gianpaolo Biolo     | ITA  | 43     |
| 10     | Ghislain Boiron     | FRA  | 49     |
| 11     | Robert Slippens     | NED  | 51     |

### Ploegkoers
| #      | Naam                               | Land | Punten  |
| ------ | ---------------------------------- | ---- | ------- |
| Goud   | Mark Cavendish Bradley Wiggins     | GBR  | 19      |
| Zilver | Roger Kluge Olaf Pollack           | GER  | 13      |
| Brons  | Michael Mørkøv Alex Rasmussen      | DEN  | 11      |
| 4      | Kenny De Ketele Iljo Keisse        | BEL  | 8       |
| 5      | Franco Marvulli Bruno Risi         | SUI  | 3       |
| 6      | Juan Llaneras Carlos Torrent       | ESP  | 1       |
| 7      | Matthieu Ladagnous Jérôme Neuville | FRA  | 15 (-1) |
| 8      | Juan Esteban Curuchet Walter Pérez | ESP  | 12 (-1) |
| 9      | Greg Henderson Hayden Roulston     | NZL  | 11 (-1) |
| 10     | Jens Mouris Peter Schep            | NED  | 5 (-1)  |

## Medaillespiegel
| Plaats | Land                | Goud | Zilver | Brons | Totaal |
| 1      | Verenigd Koninkrijk | 9    | 2      | 0     | 11     |
| 2      | Nederland           | 3    | 3      | 2     | 8      |
| 3      | Wit-Rusland         | 2    | 0      | 1     | 3      |
| 4      | Frankrijk           | 1    | 3      | 3     | 7      |
| 5      | Verenigde Staten    | 1    | 1      | 1     | 3      |
| 6      | Cuba                | 1    | 1      | 0     | 2      |
| 7      | Nieuw-Zeeland       | 1    | 0      | 0     | 1      |
| 8      | Denemarken          | 0    | 2      | 1     | 3      |
| 9      | Litouwen            | 0    | 2      | 0     | 2      |
| 10     | Duitsland           | 0    | 1      | 4     | 5      |
| 11     | Australië           | 0    | 1      | 3     | 4      |
| 12     | China               | 0    | 1      | 0     | 1      |
| 12     | Oekraïne            | 0    | 1      | 0     | 1      |
| 14     | Griekenland         | 0    | 0      | 1     | 1      |
| 14     | Italië              | 0    | 0      | 1     | 1      |
| 14     | Rusland             | 0    | 0      | 1     | 1      |
| Totaal | Totaal              | 18   | 18     | 18    | 54     |